# Greg Biffle
Greg Biffle (Vancouver, 23 de dezembro de 1969) é um automobilista norte-americano que corre na NASCAR.

## Carreira

### NASCAR

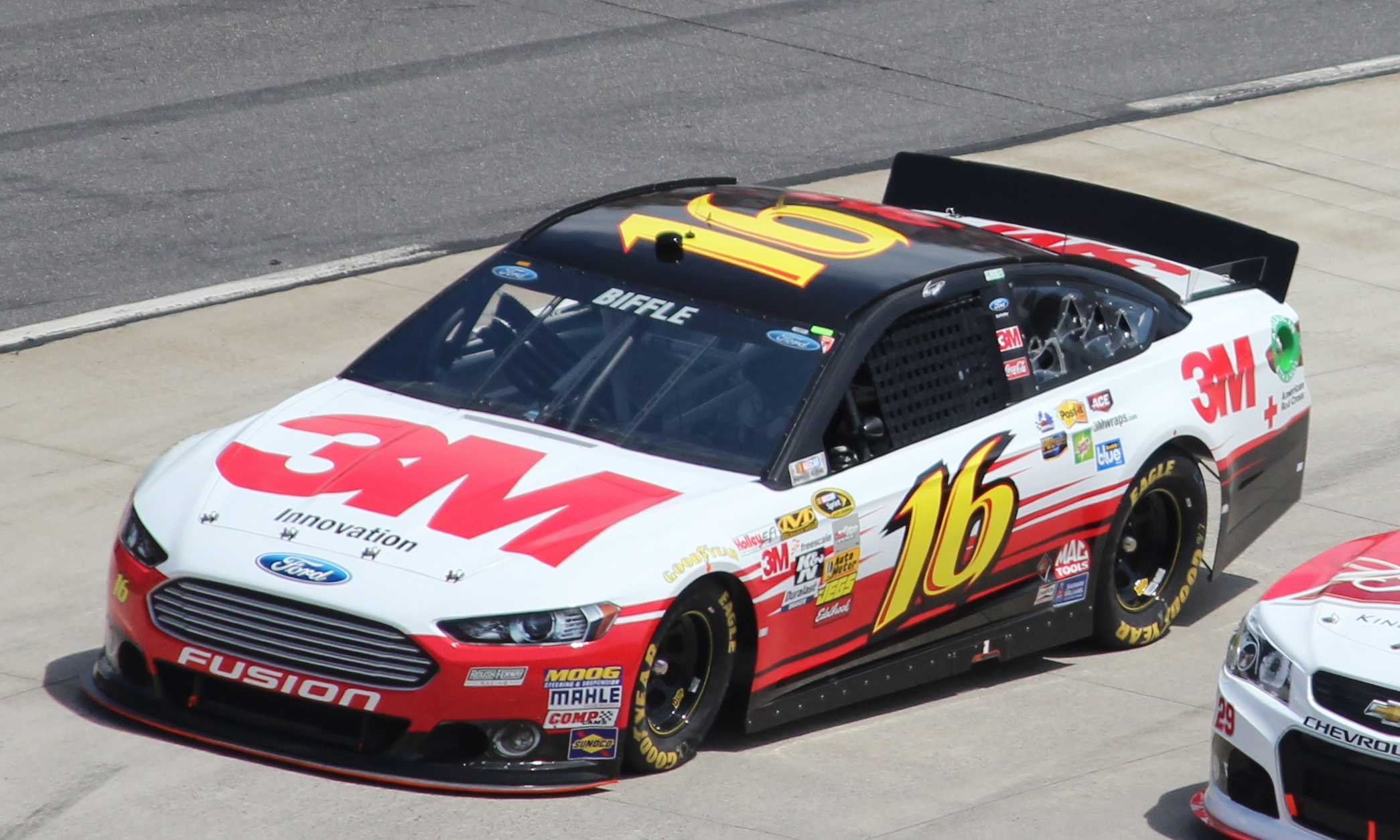
Carro de Greg Biffle na NASCAR Cup Series em 2013.

A primeira aparição de Greg Biffle na NASCAR foi no ano de 1996 na Busch Series. Correu apenas a etapa de Homestead terminando em 36°. Sua real estreia aconteceu 2 anos depois em 1998 pela Craftsman Truck Series, participando de 27 etapas, não venceu chegando ao final do campeonato na 8ª colocação. Conquistou o prêmio de novato do ano.
Seu segundo ano nessa divisão trouxe uma excelente marca de 9 vitórias em 25 corridas, porém não foi suficiente para conquistar o título chegando apenas a 8 pontos do campeão Jack Sprague. Seu terceiro ano na divisão não trouxe tantas vitórias em relação a temporada anterior, mas trouxe seu primeiro título na NASCAR com 5 vitórias e uma constância nas provas chegando nas cinco primeiras posições em 18 das 24 etapas.
Em 2001 venceu 2 das 4 que disputou. A partir deste ano Biffle passou a competir pela Busch Series pela equipe Brewco Motorsports. Venceu 5 provas de 33 disputadas terminando em quarto no campeonato e ganhou o prêmio de novato do ano.
Em seu segundo ano completo na Busch tornou-se campeão com 4 vitórias em 24 etapas, nesse mesmo ano realizou 8 provas pela divisão principal. Disputou apenas 14 provas no ano seguinte porque passou a correr pela equipe Roush Racing na Nextel Cup, primeira divisão da NASCAR. Sua primeira vitória nessa divisão aconteceu nas 400 milhas noturna de Daytona.
Em 2004 Venceu 2 provas pela Nextel e 5 pela Busch terminando os campeonatos em 17° e 3° respectivamente.
Correndo com o carro #16 da equipe Roush na Nextel Cup em 2005, conquistou 5 vitórias durante as 25 primeiras etapas do campeonato classificando antecipadamente para os play-offs. Conquistou sua sexta vitória em Homestead no encerramento do campeonato em um final emocionante cruzando a linha de chegada lado a lado com seu companheiro de equipe Mark Martin. Essa vitória garantiu o vice campeonato para Biffle empatado com seu também companheiro Carl Edwards mas ganhando no desempate e a 35 pontos do campeão Tony Stewart.

## Principais Vitórias

### NASCAR -Sprint Cup
- 2003 - Pepsi 400 (Daytona)
- 2004 - GFS Marketplace 400 (Michigan) e Ford 400 (Homestead)
- 2005 - Auto Club 500 (Fontana), Samsung/Radio Shack 500 (Texas), Dodge Charger 500 (Darlington), MBNA RacePoints 400 (Dover), Batman Begins 400 (Michigan) e Ford 400 (Homestead)
- 2006 - Dodge Charger 500 (Darlington) e Ford 400 (Homestead)
- 2007 - LifeLock 400 (Kansas)
- 2008 - Sylvania 300 (Loudon) e Camping World RV 400 (Dover)
- 2010 - Sunoco Red Cross Pennsylvania 500 (Pocono) e Price Chopper 400 (Kansas)
- 2012 - Samsung Mobile 500 (Texas) e Pure Michigan 400 (Michigan)
- 2013 - Quicken Loans 400 (Michigan)

### NASCAR -Xfinity Series
- 2001 - Nashville, Nazareth, Milwaukee, Charlotte e Phoenix
- 2002 - Dover, Milwaukee, Gateway e Indianapolis Raceway Park
- 2003 - Charlotte e Atlanta
- 2004 - Darlington, Fontana (x2), Dover e Pikes Peak
- 2005 - Phoenix
- 2006 - Fontana
- 2009 - Las Vegas e Phoenix

### NASCAR -Camping World Truck Series
- 1999 - Memphis, Portland, Milwaukee, Nazareth, Michigan, Indianapolis Raceway Park, Gateway, Richmond e Las Vegas
- 2000 - Pikes Peak, Texas, Kentucky, Watkins Glen e Michigan
- 2001 - Nazareth e Phoenix